# Commiphora giessii
Commiphora giessii là một loài thực vật có hoa trong họ Burseraceae. Loài này được Van der Walt mô tả khoa học đầu tiên năm 1973.